# Dąbrówka-Marianka
Dąbrówka-Marianka – wieś w Polsce położona w województwie łódzkim, w powiecie zgierskim, w gminie Zgierz. Liczy kilkanaście domów. Większość terenu to pola uprawne. Miejscowość nie posiada nazwy ulicy. Zamieszkuje tam ok. 30 dorosłych osób i ok. 15 osób niepełnoletnich. Od pewnego okresu powstają nowe domy. Miejscowość sąsiaduje z: Dąbrówka Sowice, Dąbrówką Strumiany, Kolonią Szczawin, Siedliskiem, Rozalinowem i miastem Zgierz. 
Miejscowość wchodzi w skład sołectwa Dąbrówka Strumiany.
W latach 1975–1998 Dąbrówka-Marianka administracyjnie należała do ówczesnego województwa łódzkiego.